# Friedrich Schnack
Friedrich Schnack (geboren 5. März 1888 in Rieneck; gestorben 6. März 1977 in München), Pseudonym: Charles Ferdinand, war ein deutscher Dichter, Schriftsteller und Journalist.

## Leben
Friedrich Schnack wurde am 5. März 1888 im unterfränkischen Rieneck geboren. Er wuchs in Dettelbach bei Würzburg auf, wo die Familie das Haus Bamberger Straße 11 bewohnte.
Nach einer kaufmännischen Lehre arbeitete Friedrich Schnack, Bruder Anton Schnacks, seit 1910 im Bankfach und im Handel, unter anderem bei einem Berchtesgadener Handelshaus und einer Genossenschaft in Breslau. An den Universitäten Breslau und Würzburg betrieb er Studien der Botanik, Entomologie, Geologie und Kunstgeschichte. Im Ersten Weltkrieg Soldat in der Türkei, wurde er 1918/19 auf der Insel Prinkipos gefangengehalten. Nach seiner Rückkehr Angestellter in Breslau und Mannheim, wurde er 1923 Feuilletonredakteur der „Dresdner Neuesten Nachrichten“ und später der „Neuen Badischen Landeszeitung“ in Mannheim.
Seit 1926 lebte er als freier Schriftsteller und Mitarbeiter von Presse und Rundfunk unter anderem in Nürnberg, Breslau, Hellerau, Heidelberg, Überlingen/Bodensee, Baden-Baden und München. Er gehörte zu den 88 Schriftstellern, die im Oktober 1933 das Gelöbnis treuester Gefolgschaft für Adolf Hitler unterzeichnet hatten. Schnack war 1941 Teilnehmer am Weimarer Dichtertreffen, der wichtigsten literarischen Veranstaltung im NS-Staat.
Schnack schrieb zunächst expressionistisch beeinflusste Naturlyrik aus der Welt des Orients (u. a. Das kommende Reich, 1920), danach Gedichte, in denen die heimatliche mainfränkische Landschaft den thematischen Hintergrund bildet (Vogel Zeitvorbei, 1922). Erfolgreicher als mit seiner Lyrik war Schnack mit seinen zahlreichen Erzählungen und Romanen (Romantrilogie der drei Lebens-Alter: Sebastian im Wald, 1926; Beatus und Sabine, 1927; Die Orgel des Himmels, 1927; überarbeitet und zusammengefasst unter dem Titel Die brennende Liebe, 1935) und – nach dem Zweiten Weltkrieg – mit naturkundlich-poetischen Sachbüchern. Neben diesen Büchern wurden besonders seine Gartenbücher sehr beliebt. Für Walt Disney verfasste er 1955 den Text für das deutsche Begleitbuch zum Dokumentarfilm Wunder der Prärie und 1954 das Geleitwort für eine Ausgabe der 24 kolorierten Insektenstiche der Maria Sibylla Merian.
Schnack war Mitglied der Bayerischen Akademie der Schönen Künste und Mitbegründer der Akademie für Sprache und Dichtung in Darmstadt.

## Künstlerisches Schaffen
Seine Romane und Erzählungen spielen sowohl in fernen Ländern als auch in seiner fränkischen Heimat. Sie schließen die Welt der Träume und Märchen ein, vor allem aber die Natur, die Schnack meisterhaft in seiner Dichtung darstellte. In den romantisch-phantastischen Romanen und Märchen, die in einer ausgesucht lyrischen Sprache gehalten sind, dominierte zunehmend die Schilderung der Natur. Charakteristisch ist die zu gleichen Teilen wissenschaftliche und dichterische Versenkung in die Natur.

## Auszeichnungen
- 1965: Bayerischer Verdienstorden
- 1968: Bayerischer Poetentaler
- 1974: Großes Bundesverdienstkreuz

## Werke

### Lyrik
- 1913 Herauf, uralter Tag
- 1920 Das kommende Reich
- 1922 Der Zauberer (Digitalisat im Internet Archive)
- 1922 Vogel Zeitvorbei (Digitalisat im Internet Archive)
- 1924 Das blaue Geisterhaus
- 1933 Palisander
- 1951 Die Lebensjahre
- 1952 Schuld in der schönen Nacht
- 1962 Heitere Botanik
- Traumvogelruf

### Romane
- 1923 Die goldenen Äpfel
- 1923 Die tödliche Reise
- 1924 Die Hochzeit zu Nobis
- 1926 Sebastian im Wald
- 1927 Beatus und Sabine
- 1927 Die Orgel des Himmels
- 1928 Das Zauberauto
- 1929 Der Sternenbaum
- 1930 Goldgräber in Franken
- 1932 Das neue Land
- 1933 Klick aus dem Spielzeugladen
- 1934 Der erfrorene Engel
- 1936 Die wundersame Straße
- 1938 Klick und der Goldschatz
- 1954 Das Waldkind. Ein kleiner Roman. Insel Verlag, Leipzig 1939 – Insel-Bücherei 552/1[3]
- 1955 Weltreise nach Beryl

### Naturbücher
- 1928 Das Leben der Schmetterlinge
- 1930 Im Wunderreich der Falter
- 1934 Das kleine Schmetterlingsbuch (Geleitwort, S. 33–47; Digitalisat im Internet Archive)
- 1937 Sibylle und die Feldblumen
- 1939 Cornelia und die Heilkräuter
- 1940 Der glückselige Gärtner
- 1945 Clarissa mit dem Weidenkörbchen
- 1948 Die Seidenweberin
- 1949 Ländliches Tagebuch
- 1954 Liebesgärtchen für Clementine
- 1955 Wunder der Prärie (Digitalisat im Internet Archive)
- 1956 Das Buch Immergrün
- 1956 Aurora und Papilio
- 1960 Das Waldbuch
- 1961 Rose, Königin der Gärten
- 1961 Meine Lieblingsvögel
- 1962 Traum vom Paradies
- 1975 Auf der Treppe der Zeit. Das Jahr mit Estrella

### Reisebücher
- 1931 Auf ferner Insel (1942 unter dem Titel: Große Insel Madagaskar)
- 1949 Vontaka, Stern der Steppe
- 1951 Der Maler vom Malaya
- 1951 Der Zauberer von Sansibar
- 1971 Die schönen Tage des Lebens
- 1974 Der Mann aus Alaska
- 1986 Der palatinische Garten

### Märchen und Legenden
- 1921 Traumfuge
- 1922 Klingsor. Ein Zaubermärchen (Digitalisat im Internet Archive)
- 1931 Schmetterlingslegenden
- 1932 Falterlegenden
- 1934 Land ohne Tränen. Eine Bilderbogengeschichte. Insel Verlag, Insel-Bücherei 459/1

### Sonstiges
- 1923 Die tödliche Reise. Erzählungen
- 1956 Maria Sibylla Merian
- 1965 Die Welt der Arbeit in der Kunst
- 1967 Fränkisches Universum
- 1968 Durch viele Tore ging sein Schritt
- 1970 Petronella im Bauerngarten und andere Erzählungen